# Republic Street w Valletcie
Republic Street w Valletcie (pol. Ulica Republiki; malt. Triq ir-Repubblika) – główna arteria stolicy Malty, Valletty, pryncypialna ulica handlowa wyspy oraz oś pieszych spacerów. Jej długość wynosi blisko 1 km (0,6 mili). Jest osią układu ulicznego miasta, zaprojektowanego w 1566 przez włoskiego architekta Francesco Laparelliego. Biegnie od Bramy Miejskiej (City Gate – główna brama miasta) na południowo-zachodnim krańcu miasta do fortu św. Elma na północno-wschodnim krańcu półwyspu Sciberras.

Zanim w 1974 ulica otrzymała dzisiejszą nazwę, jej poprzednie odzwierciedlały historię miasta – Strada San Giorgio (Zakon Maltański), Rue de la Republique (Francuzi), Strada Reale oraz Kingsway (Brytyjczycy)(s.201).

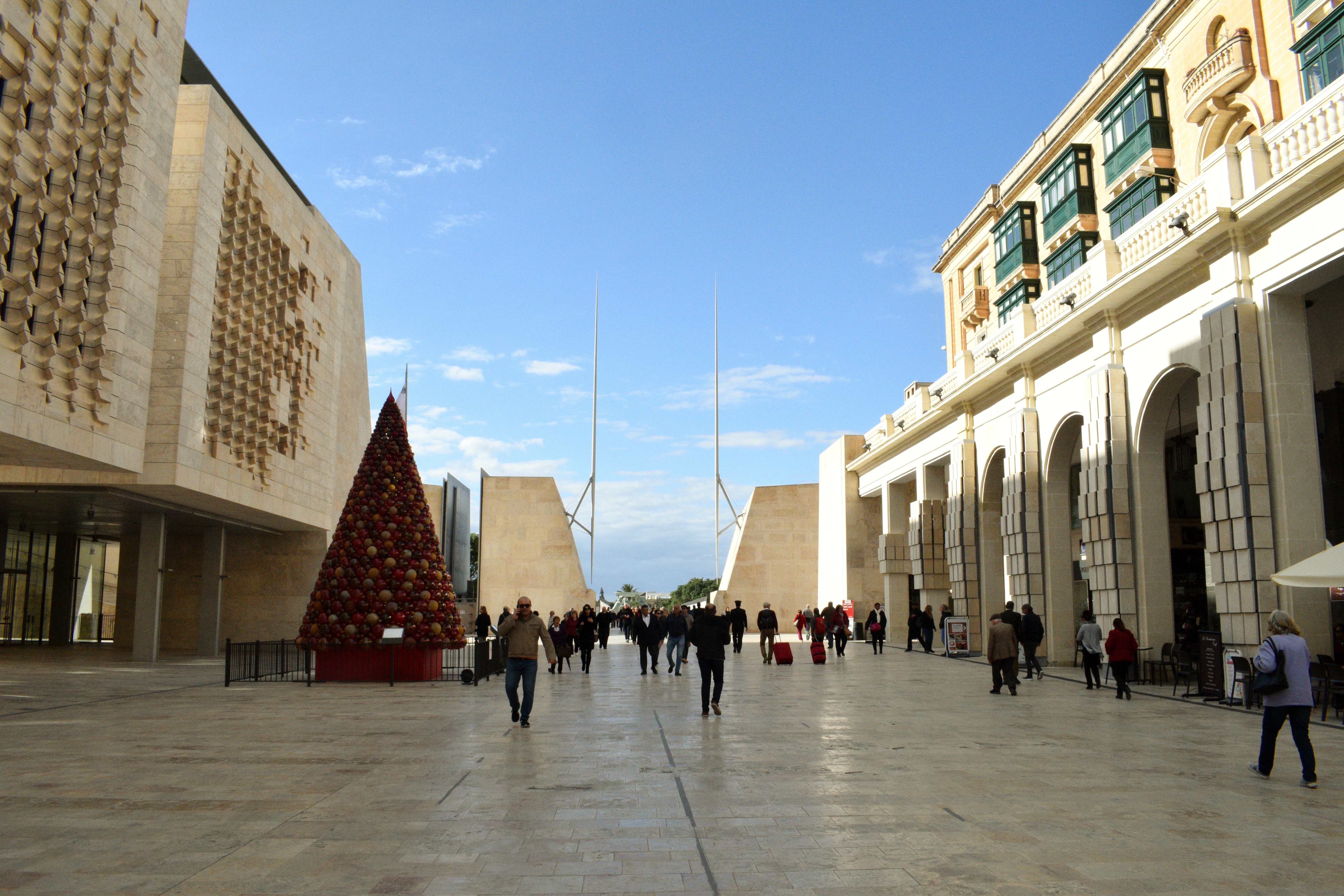
Brama Miejska z budynkiem Parlamentu (po lewej) i City Gate Shopping Arcade (po prawej)

Początkiem Republic Street jest Brama Miejska – City Gate, pierwotnie znana jako Brama św. Jerzego (Gate of St. George). Jest głównym, pomiędzy bastionami św. Jana (St. John’s Bastion) i św. Jakuba (St. James’ Bastion), wejściem do miasta. Nazwana później Porta Reale, a następnie King’s Gate (Brama Królewska), wreszcie City Gate (Brama Miejska). Aktualna brama jest piątą, ukończona została w 2014.

Zaraz za bramą, równolegle do murów, zaczynając się w obie strony szerokimi schodami, odbiega Pope Pius V Street (Triq il-Papa Piju V). Szerokimi eleganckimi schodami w prawo można dojść do Saint James Cavalier, lewy bieg schodów zaprowadzi do Hastings Gardens.

Po prawej stronie wyrasta bardzo nowoczesny budynek Parlamentu, oddany do użytku w 2015, stojący na miejscu niegdysiejszego Freedom Square. Naprzeciw, po lewej stronie ulicy budynek City Gate Shopping Arcade, zbudowany na początku lat 70. XX wieku według projektu architekta Josepha Spiteri.
Dalej po lewej, za skrzyżowaniem z Ordinance Street (Triq L-Ordinanza) olbrzymi, drugi co do wielkości, po pałacu wielkiego mistrza, prywatny budynek w Valletcie, Palazzo Ferreria (oficjalnie Palazzo Buttiġieġ-Francia) z końca XIX wieku, stojący na miejscu starej odlewni Zakonu, stąd jego popularna nazwa.

Dokładnie naprzeciw, na miejscu stojącego tu do 1860 Casa della Giornata rodziny Lanfreducci, w 1866 zbudowano Royal Opera House. Budynek został zbombardowany w 1942(s. 202); od 2013 w zaadaptowanych ruinach działa teatr dający przedstawienia na wolnym powietrzu, na cześć swojej poprzedniczki nazwany „Pjazza Teatru Rjal”.

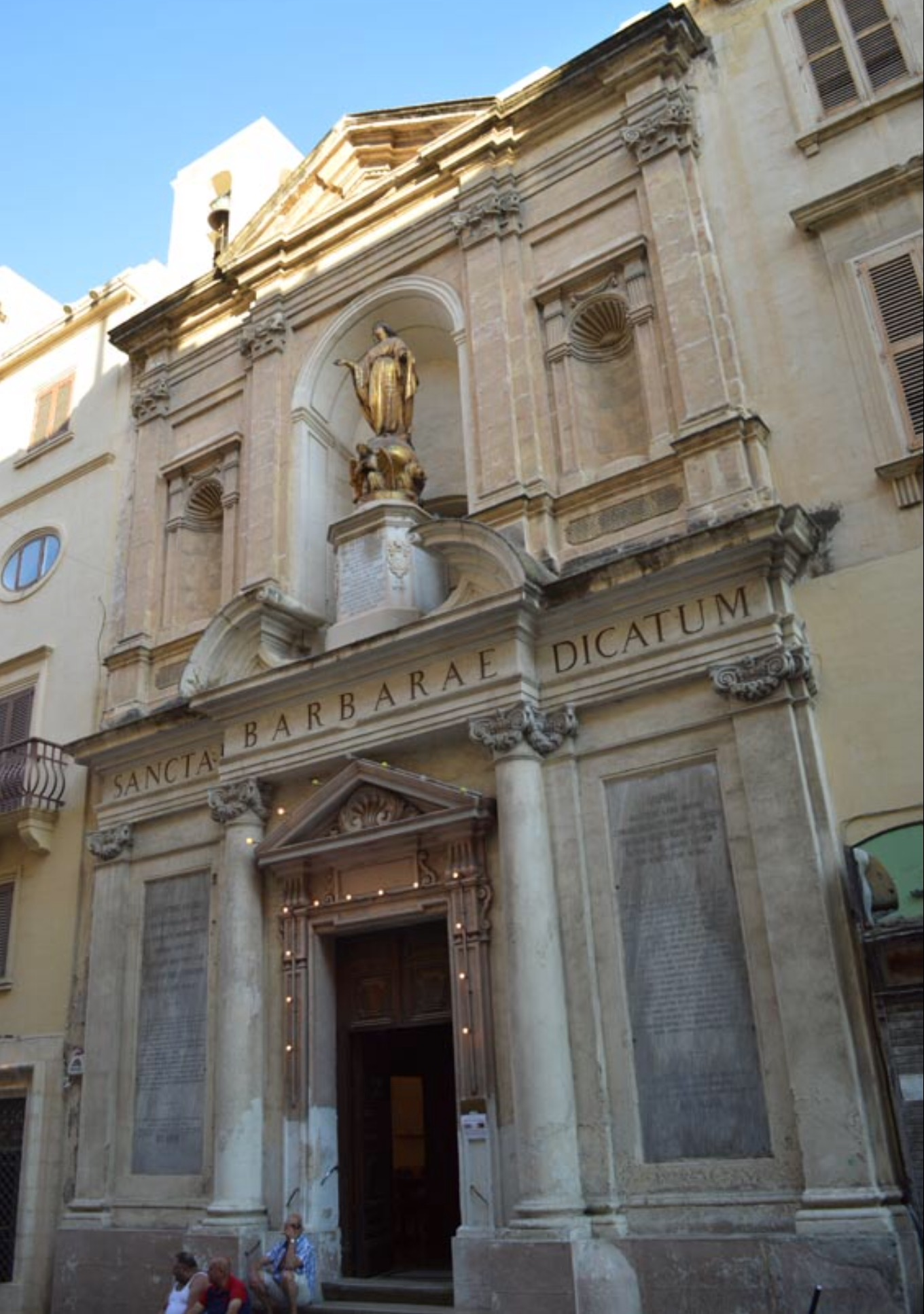
Kościół św. Barbary

Od South Street (Triq Nofsinhar) ulica zmienia swój wygląd, staje się zdecydowanie handlowa. Po prawej stronie, mniej więcej w połowie kwartału, wciśnięty między sklepy stoi kościół św. Barbary. Datuje się wstecz do 1739, kiedy stanął na miejscu XVI-wiecznego budynku, ufundowany przez langue Prowansji. Dominującym elementem fasady kościoła jest pozłacana 3-metrowa figura Niepokalane Poczęcie z 1904.

Po przeciwnej stronie, na rogu kolejnej przecznicy Melita Street (Triq Melita) znajduje się XVII-wieczny, z późniejszymi przeróbkami, kościół św. Franciszka z kwadratową dzwonnicą. Kościoła i przylegającego doń klasztoru „strzeże” XIX-wieczna statua jego patrona, umieszczona na rogu Triq Melita. W świątyni znajduje się wiele dzieł sztuki, m.in. obrazy Mattia Pretiego.
Po minięciu Melita Street część kolejnego kwartału po lewej stronie, aż do wąziutkiej Carts Street (Triq il-Karrijiet) zajmuje budynek byłej Auberge de Provence, który mieści Narodowe Muzeum Archeologii. Budynek zajazdu zbudowany został w 2. połowie XVI wieku przez Girolamo Cassara, przebudowano go w latach 30. XVII wieku, od 1958 mieści muzeum, w którym znajdują się artefakty datowane do 6 000 lat wstecz. Znakiem szczególnym projektanta budynku są wydatne kamienne narożniki.

Wciąż po lewej, w budynku za Triq il-Karrijiet znalazł miejsce założony w XIX wieku „Kings Own Band Club” (początkowo jako „La Nazionale”, później „Prince of Wales Band”, przy aktualnej nazwie od 1901), jeden z dwóch tego typu w Valletcie, który zapewnia wspaniałą oprawę muzyczną do różnych obchodów, procesji, marszów i parad. Dalsze budynki po lewej oraz cały kwartał po prawej zajmują banki, sklepy i butiki.

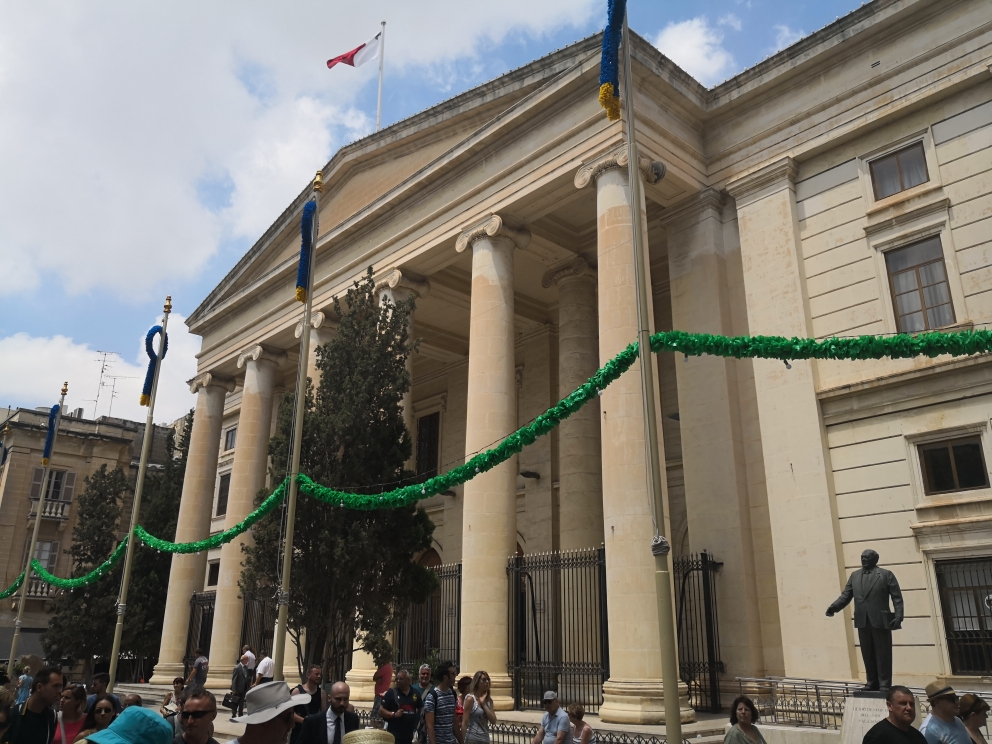
Budynek Sądów w Valletcie, po prawej pomnik Guido de Marco

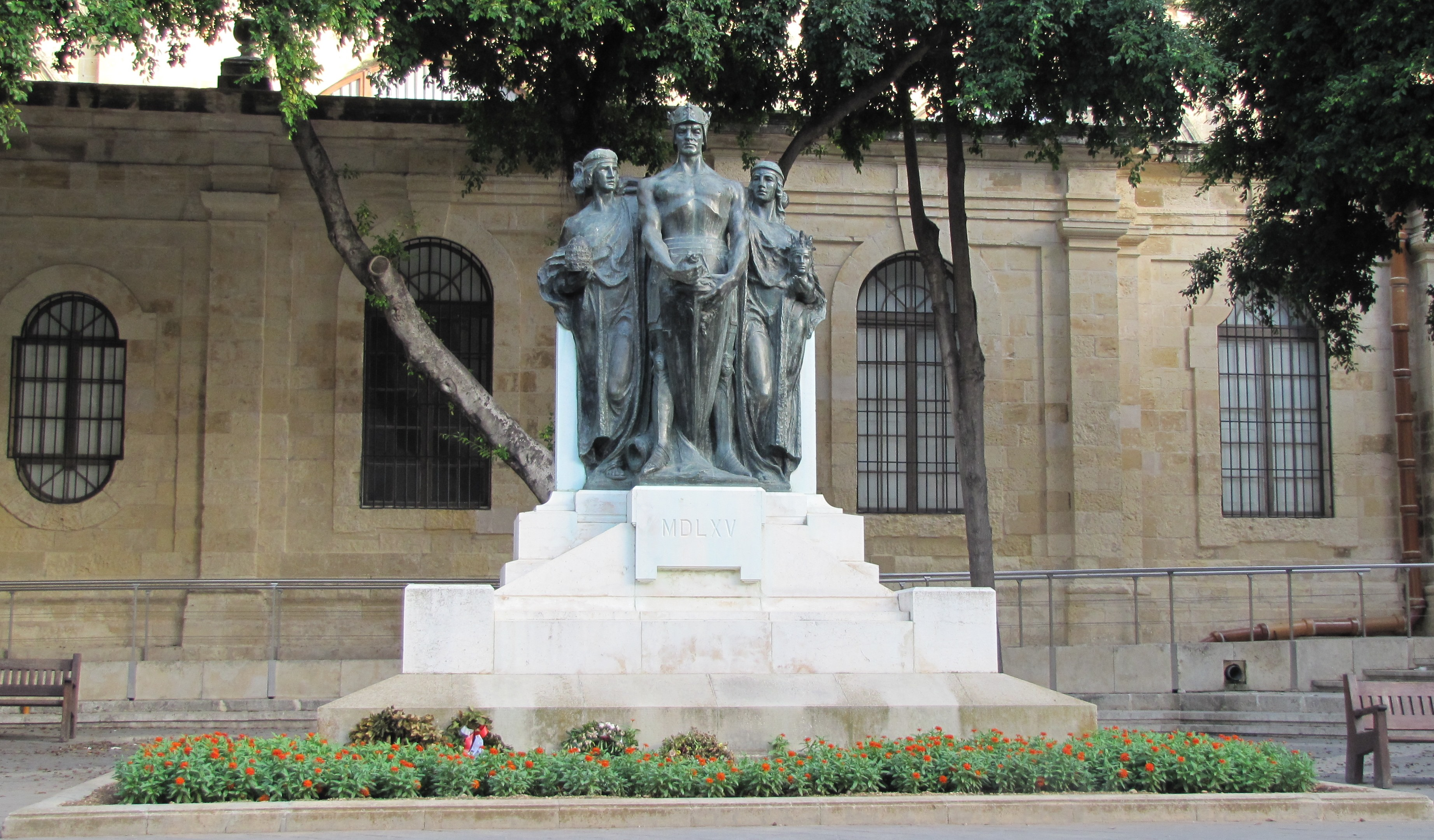
Pomnik Wielkiego Oblężenia

Kolejna przecznica to St. John’s Street (Triq San Ġwann), która idąc szeroką aleją w prawo doprowadzi przed katedrę św. Jana, kościół konwentualny joannitów, a dalej aż do Victoria Gate, zaś w lewo od Triq il-Repubblika znacznie węższą drogą wiedzie do Misraħ Mattia Preti. Zaraz za St. John’s Street po lewej stronie stał budynek zwany Casa Caccia, zniszczony przez bombardowanie podczas II wojny światowej. Na jego miejscu stoi dziś kilkupiętrowy Savoy Arcade(s.204). Następny charakterystyczny budynek po lewej to neoklasycystyczna budowla z kolumnami Courts of Justice, która stoi na miejscu kompletnie zniszczonego podczas wojny Zajazdu Owernii. W XIX wieku zajazd został przekształcony w budynek sądowy i więzienie. Nowy budynek powstał w latach 1965–1971. Po prawej stronie budynku znajduje się pomnik Guido de Marco, prezydenta Malty w latach 1999–2004. Podczas burzenia pozostałości ruin, robotnicy natrafili w piwnicach na zamurowane drzwi. Po rozbiciu ściany znaleziono za nią ludzki szkielet. Po wielu dyskusjach skonkludowano, że musiał to być szkielet osoby żywcem zamurowanej; w dawnych czasach było powszechną praktyką zamurowanie żywcem przestępców, nawet księży czy mnichów.

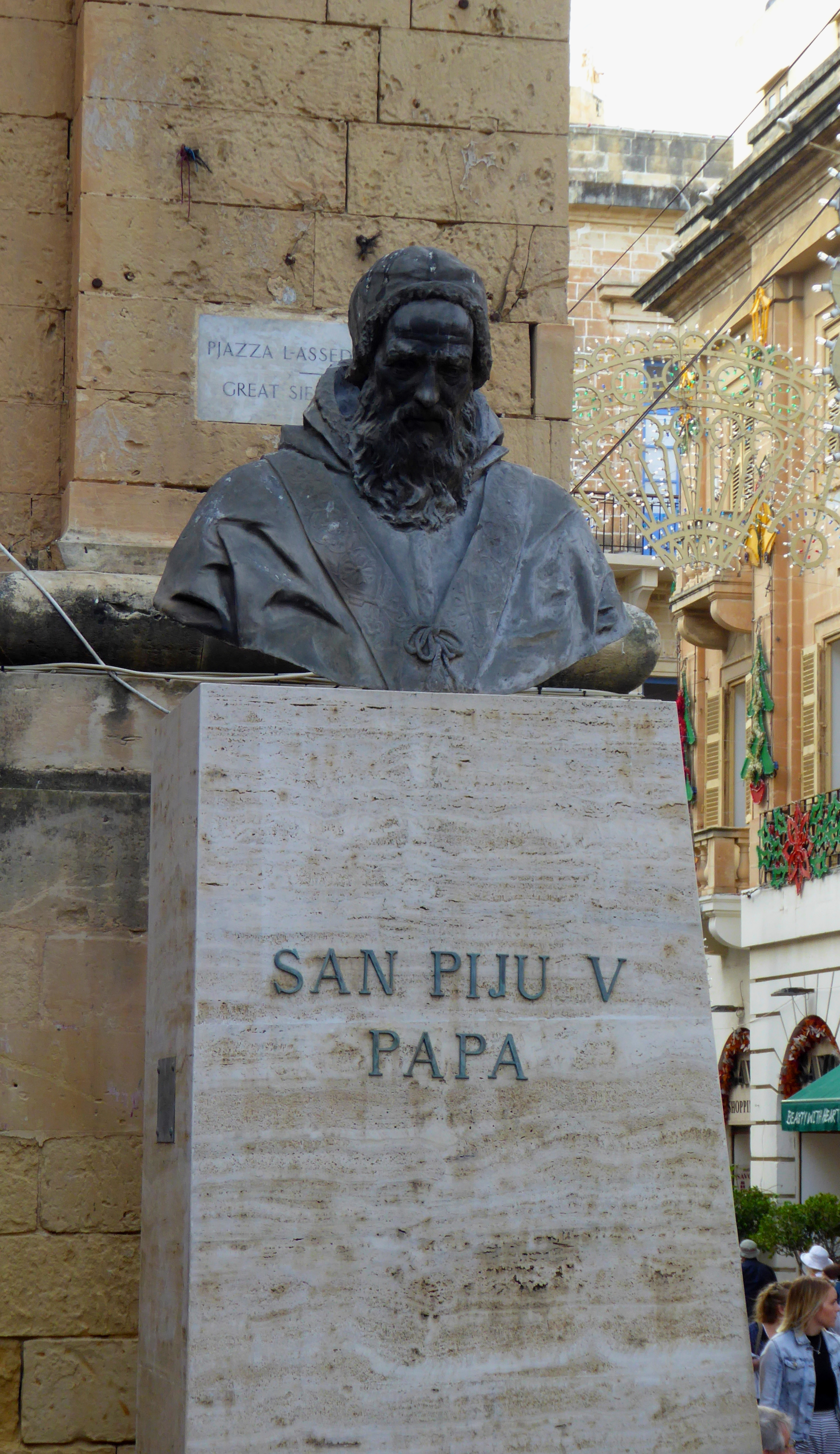
Popiersie św. Piusa V, papieża

Dokładnie naprzeciw sądów otwiera się zadrzewiony Great Siege Square (Misraħ l-Assedju l-Kbir). Znajduje się tam pomnik upamiętniający poległych podczas oblężęnia Malty w 1565, odsłonięty w 1927. Jego autorem jest maltański rzeźbiarz Antonio Sciortino. Od października 2017 roku postument pomnika jest wykorzystywany jako tymczasowe miejsce pamięci zamordowanej dziennikarki Daphne Caruany Galizii. W głębi placu po prawej jest aktualne wejście do muzeum katedry św. Jana, w którym obok innych cennych dzieł sztuki, znajduje się prawdopodobnie największa na świecie, o powierzchni ponad 700 m² kompletna seria flamandzkich gobelinów, podarowana Zakonowi przez wielkiego mistrza Ramona Perellosa. Na prawo, na samym rogu placu i Triq il-Repubblika stoi postument z popiersiem papieża Piusa V, wielkiego dobroczyńcy Zakonu, patrona Malty. Będąc przed wyborem na papieża dominikaninem, nie porzucił swojego skromnego stylu życia, m.in. nosząc biały habit dominikański zamiast wykwintnych wówczas (XVI w.) czerwonych szat papieskich. Doprowadziło to do tego, że kolejni po nim papieże zaczęli nosić się na biało.

Po przecięciu St. Lucia Street (Triq Santa Luċija) narożny budynek po lewej stronie stoi na miejscu totalnie zniszczonych podczas II wojny światowej XVI-wiecznych Casa Hozes (nr. 251) i Casa Ribera (nr. 249-250)(s. 204). Kolejna posesja mieści Casa del Commun Tesoro, mieszczący oryginalnie biura Skarbu zakonu joannitów. Później mieścił się tutaj pierwszy urząd pocztowy, hotel, kino oraz klub dla gentlemanów „Casino Maltese”, które dziś przyjmuje w poczet członków również kobiety(s. 205).

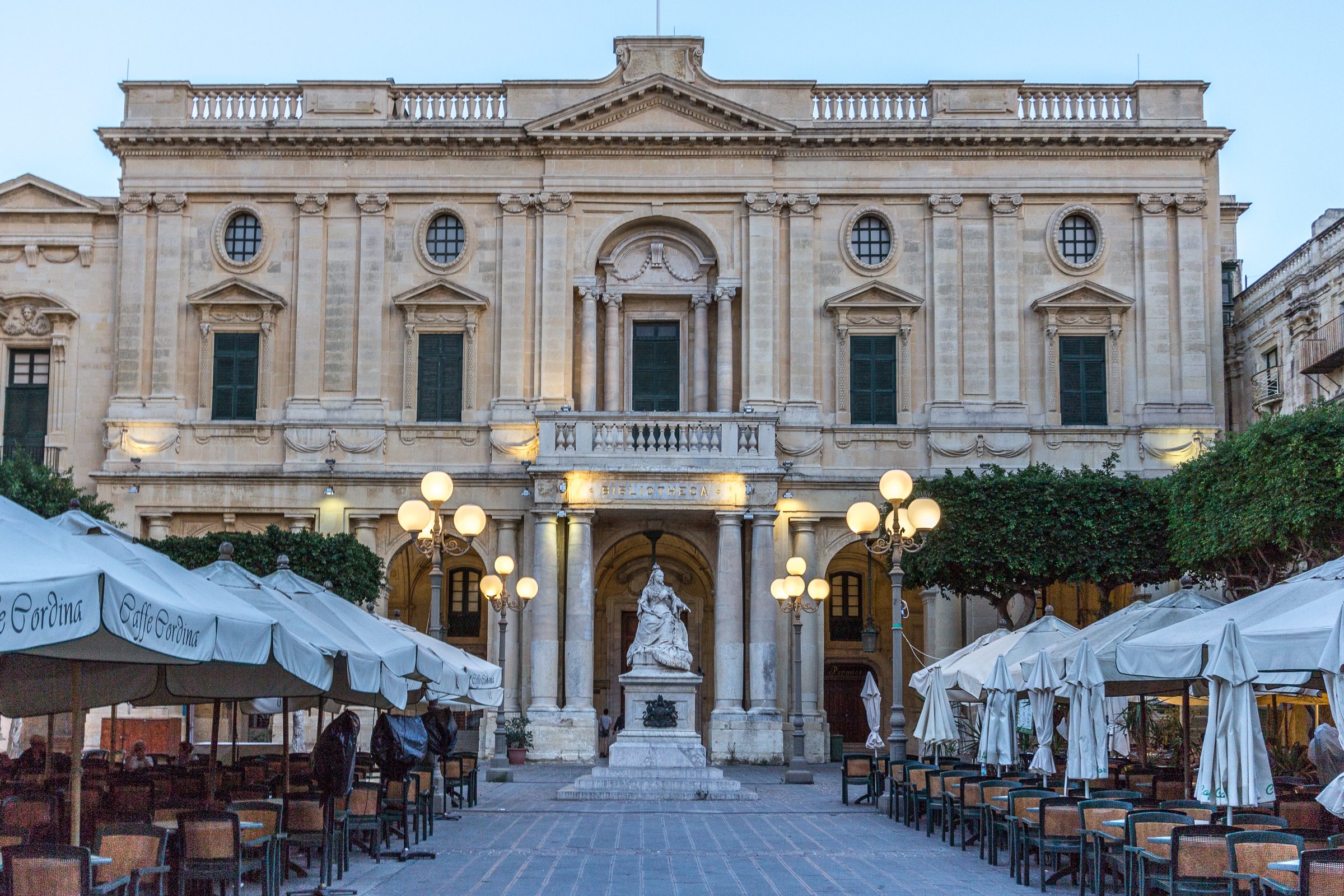
Gmach Bibliotheca z pomnikiem królowej Wiktorii

Dokładnie naprzeciwko, po prawej stronie Triq il-Repubblika rozpościera się Republic Square (Misraħ ir-Repubblika). W głębi placu widnieje monumentalny gmach Biblioteki Narodowej, którego projektantem był architekt polskiego pochodzenia Stefano Ittar. Poprzednio na tym miejscu stała Conservatoria, gdzie Zakon składował srebrny i złoty bilon i inne precjoza(s. 205). Przed budynkiem biblioteki, otoczony stolikami pobliskiej kawiarni znajduje się, odsłonięty w 1891 marmurowy pomnik królowej Wiktorii. Zajął on miejsce pomnika Antonio Manoela de Vilheny, przeniesionego do niedalekiej Floriany.

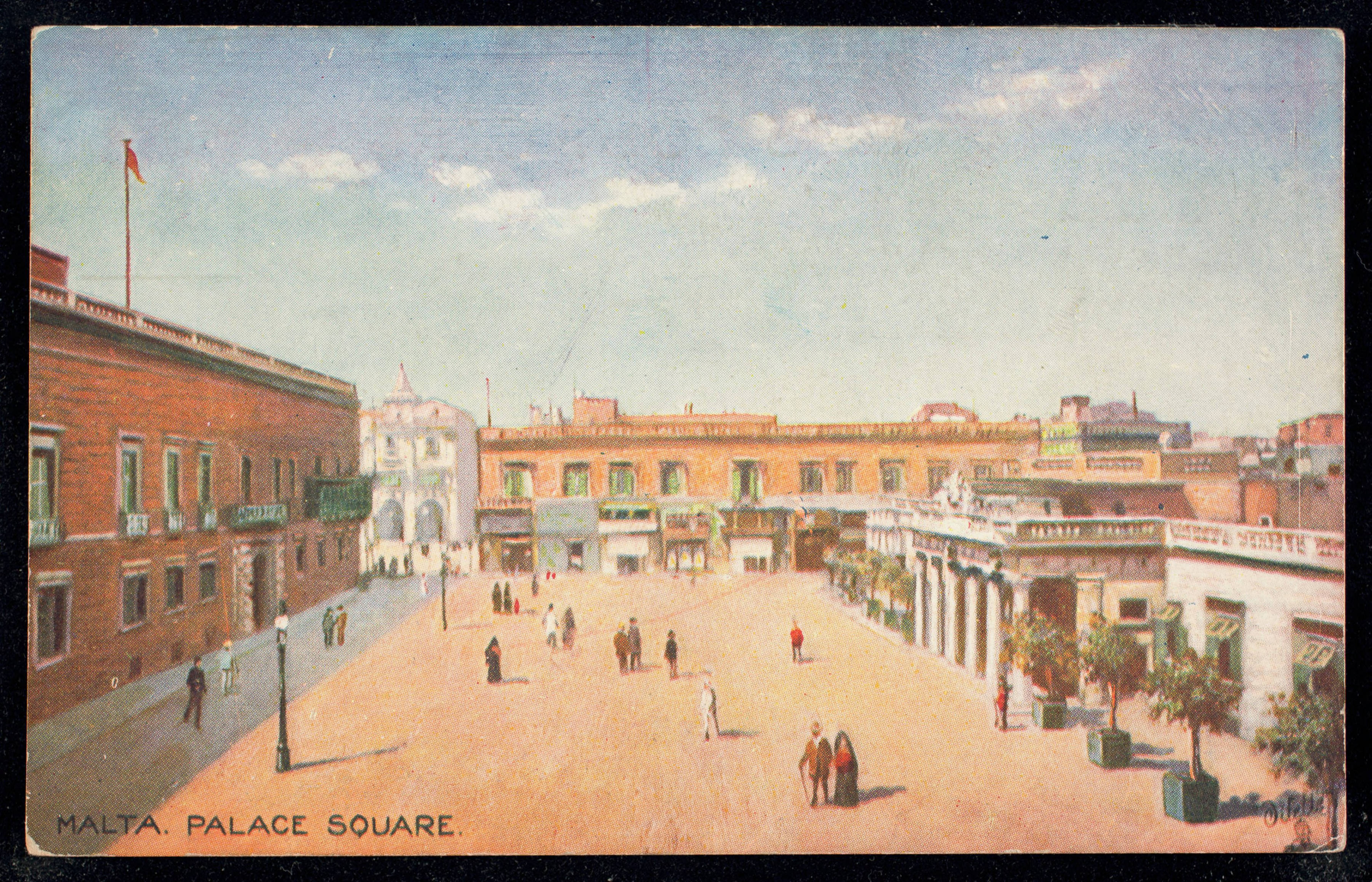
Pocztówka z początku XX w. przedstawiająca St. George’s Square – pałac WM (po lewej), budynek Main Guard (po prawej)

Za Old Theater Street (Triq it-Teatru l-Antik) rozpościera się po lewej stronie długi na ok. 80 metrów St. George’s Square (Misraħ San Ġorġ), zwany też Palace Square (Misraħ il-Palazz). Po jego prawej stronie, wzdłuż Triq il-Repubblika, stoi Pałac Wielkiego Mistrza, powstały w latach 70. XVI wieku z sześciu dużych domów. Jego projektantem był Girolamo Cassar. Od 1964 mieści się tu siedziba prezydenta Malty. Poza pomieszczeniami prezydenckimi obiekt jest dostępny do zwiedzania.

Na przeciwnej pierzei placu stoi ciąg budynków, z których środkowy to budynek Main Guard z 1603. Budynki po obu stronach pochodzą z podobnego okresu, ten po prawej w przeszłości zajmowany był przez kancelarię Zakonu(s. 206). Dziś mieszczą bank, restaurację oraz włoski instytut kulturalny. Na krańcach obu budynków znajdują się XVIII-wieczne fotanny z herbem wielkiego mistrza Emmanuela de Rohan. Na końcowej pierzei placy, przy Archbishop Street, od 1986 stoi pomnik Sette Giugno.

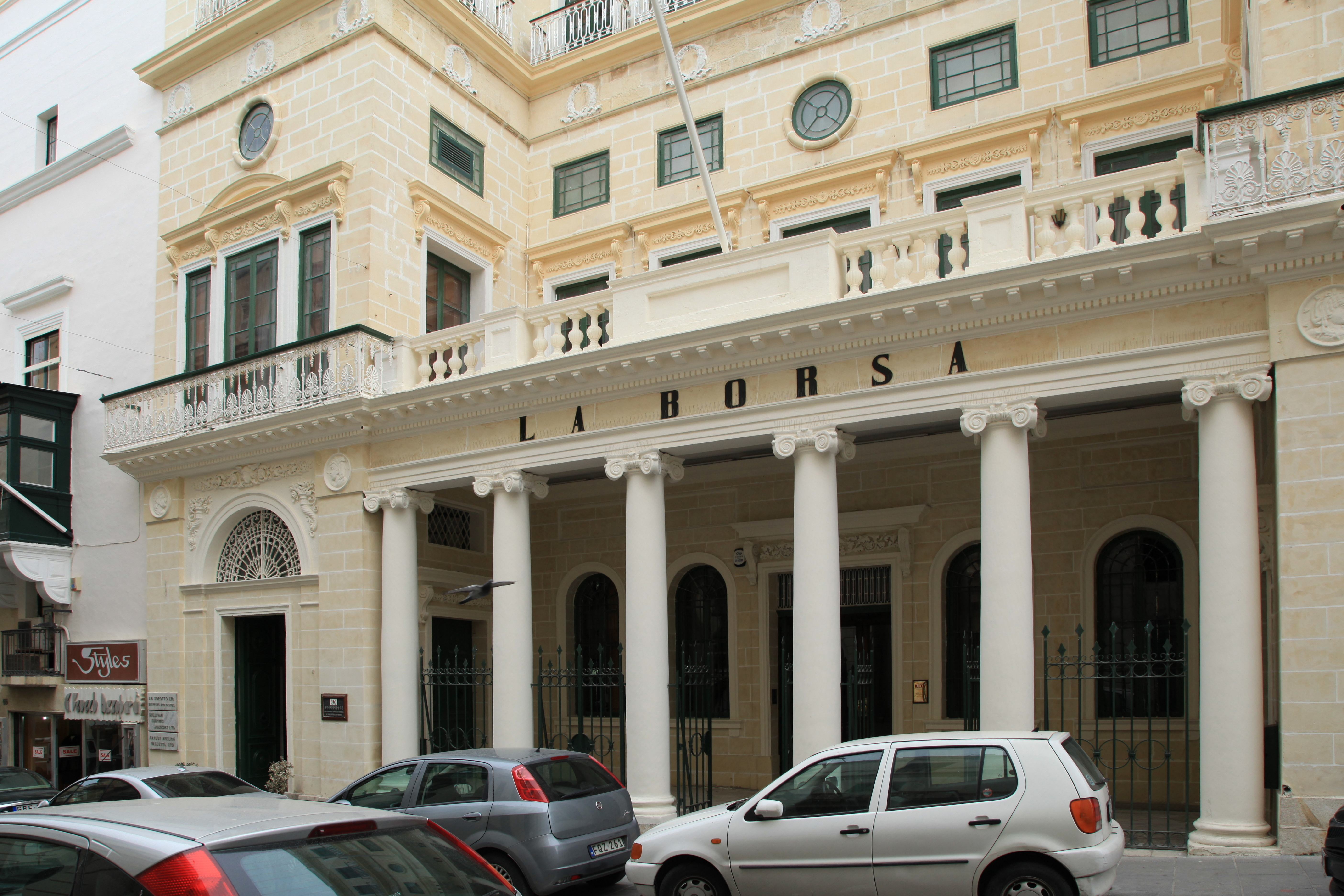
La Borsa

Za Archbishop Street (Triq l-Arċisqof) ulica jest już dostępna dla pojazdów; teren jezdni opada. Prawie na początku po prawej stronie widać charakterystyczny budynek La Borsa z kolumnowym portykiem(s. 207), mieszczący Maltańską Izbę Handlu i Przedsiębiorczości. Następny budynek (nr. 67) to siedziba Lombard Banku w Spinola Palace.

Od St. Christopher Street (Triq San Kristofru) poziom Republic Stric gwałtownie opada, chodniki po obu stronach przechodzą w schody. Po lewej stronie stoi klasztor z przyległym kościołem św. Katarzyny. W klasztorze są trzy dzwony o imionach „Maria”, „Katarzyna” i „Augustyna”. Podczas mszy świętej w dni tygodnia dzwoni jeden dzwon, dwa – w niedziele, zaś w święta specjalne dzwonią wszystkie trzy. 

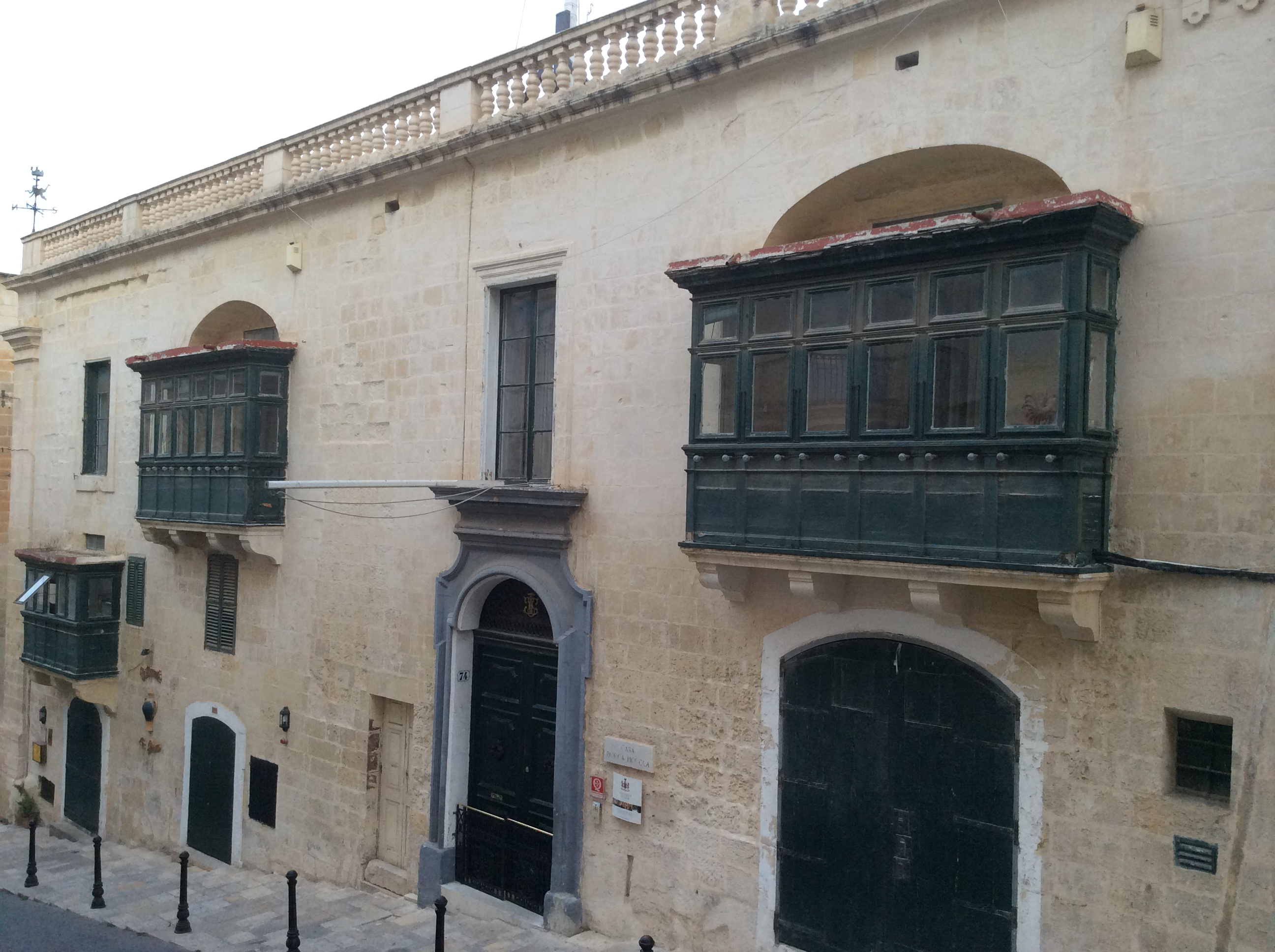
Casa Rocca Piccola

Po prawej stronie ulicy, nieco niżej (nr. 74) znajduje się Casa Rocca Piccola, XVI-wieczny pałac z własną kaplicą i podziemnymi schronami; w pałacu wciąż mieszka szlachecka rodzina De Piro. Wnętrza są otwarte dla publiczności(s. 207).

Po lewej stronie narożny budynek (nr. 222) z St. Dominic Street (Triq San Duminku) mieści niewielkie muzeum zabawek (Toy Museum), założone w 1998; rozłożone na trzech kondygnacjach zawiera kolekcję różnych zabawek począwszy od lat 50. XX wieku.

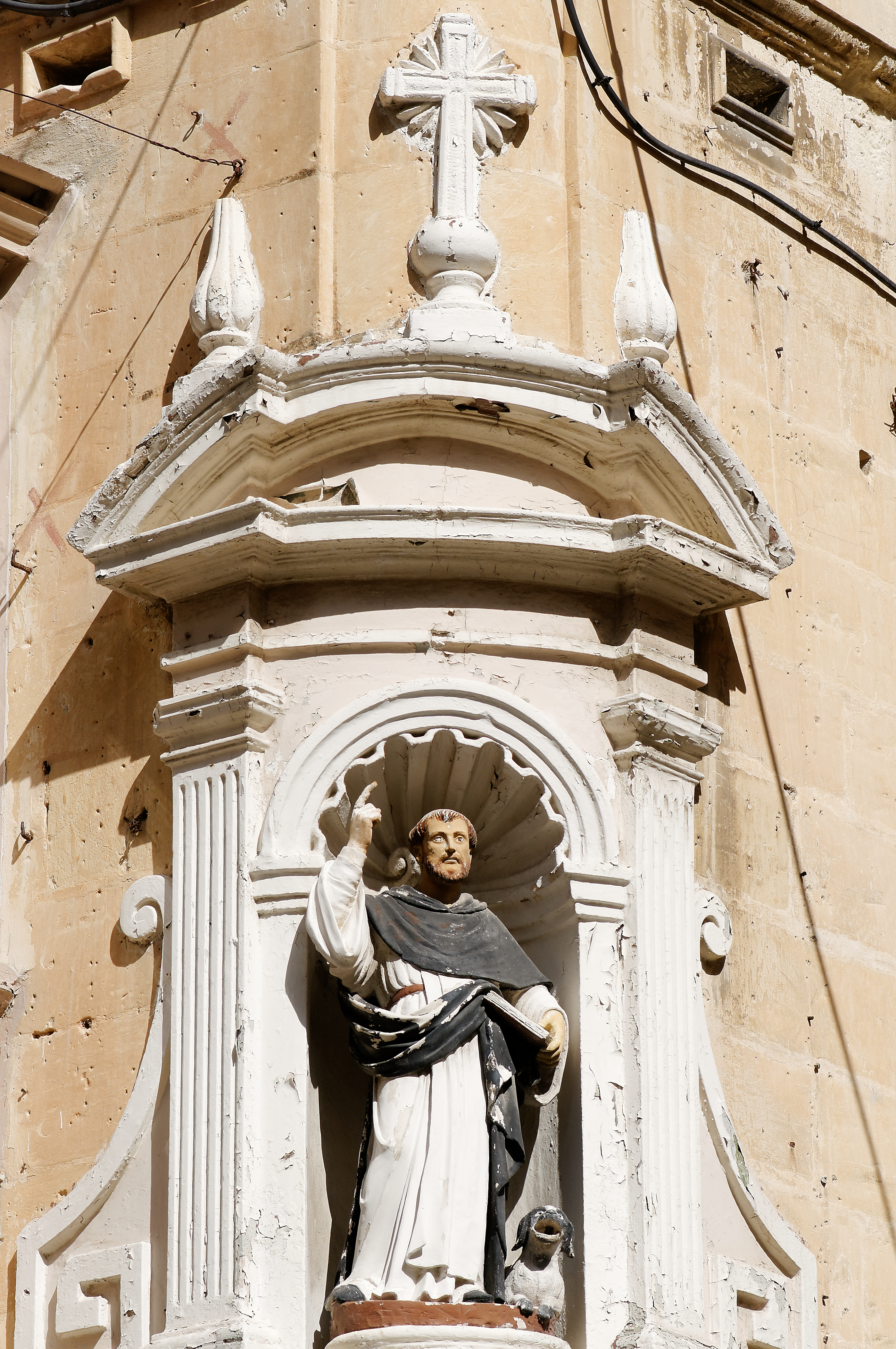
Nisza z figurą św. Dominika

Za St. Dominic Street po lewej (nr. 217/219) stoi rozległy Palazzo de la Salle z XVI–XVII w., w którym dziś mieści się Malta Society for Arts, Manufactures and Commerce, założone w 1852 do promowania rękodzieła, dziś oferuje szeroką gamę kursów, wystaw, seminariów(s. 208).
Za St. Nicholas Street (Triq San Nikola) ulica powoli wraca do poziomu. Zaczyna się oddalona od centrum część Valletty, bardziej mieszkalna, niż wyżej położona część pełna sklepów, kafejek, restauracji i tłumów. Tu można zobaczyć i posłuchać codziennego życia miasta – pranie wywieszone na sznurach, sąsiedzkie rozmowy z balkonów czy w drzwiach domów.

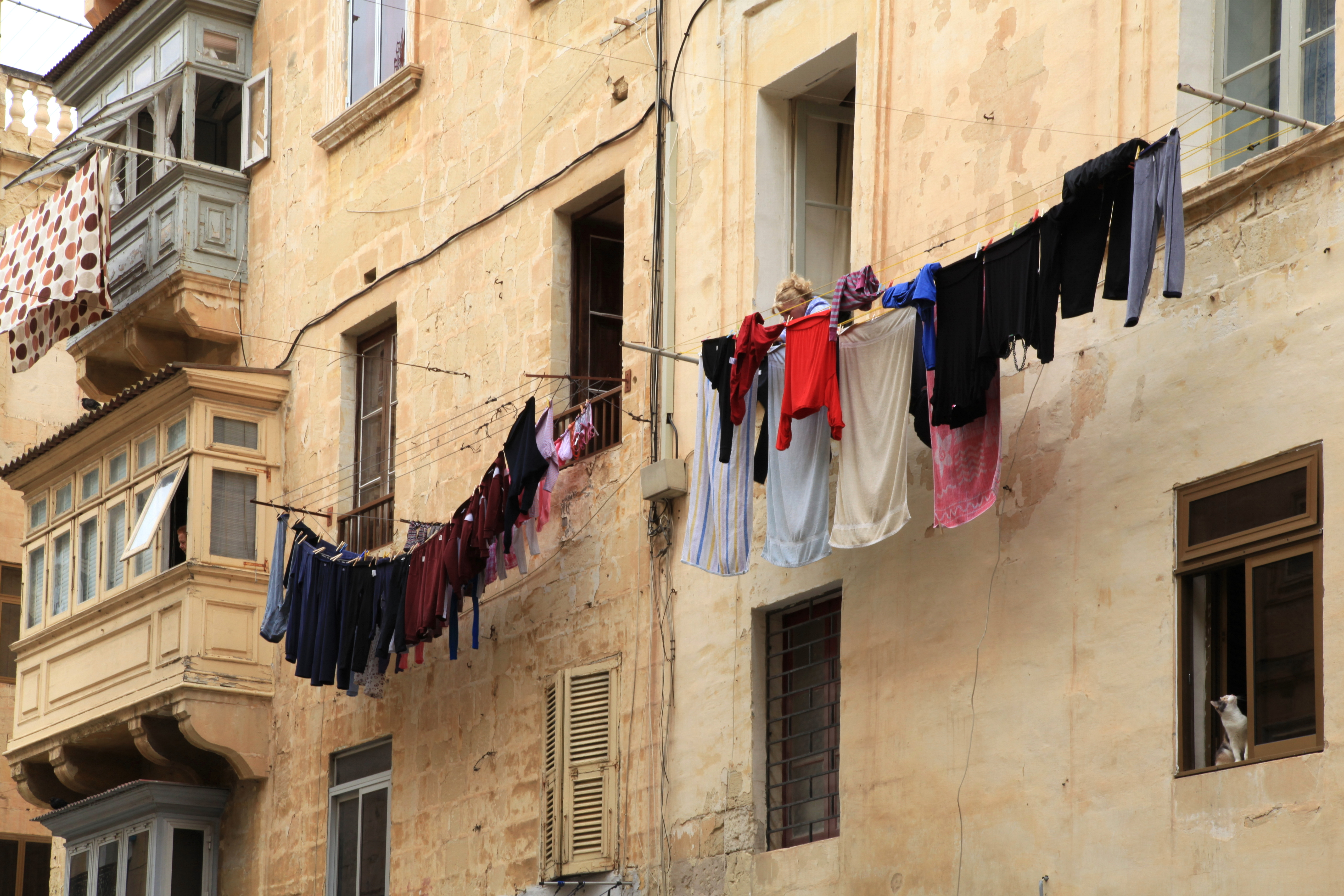
Codzienność dolnej części Triq il-Repubblika

Na rogu Old Hospital Street (Triq L-Infermerija) po prawej stronie wypatrzyć można na wysokości pierwszego piętra figurę św. Dominika – znak to, iż okolica ta należy do parafii kościoła tego Świętego.
Toni Bajada Lane (Sqaq Toni Bajada), krótka wąska ślepa ulica w prawo, nazwana została na cześć XVI-wiecznego bohatera wielkiego oblężenia 1565, który jako szpieg bardzo dopomógł rycerzom w utrzymaniu wyspy. Na końcu zaułka na ścianie znajduje się nisza Matki Boskiej Różańcowej, czczonej przez lokalnych mieszkańców.
Republik Street kończy się placem St. Elmo Place, przylegającym do Mediterranean Street.